# Ferrari GTC4Lusso
Ferrari GTC4Lusso – samochód sportowy klasy wyższej produkowany pod włoską marką Ferrari w latach 2016 – 2020.

## Historia i opis modelu

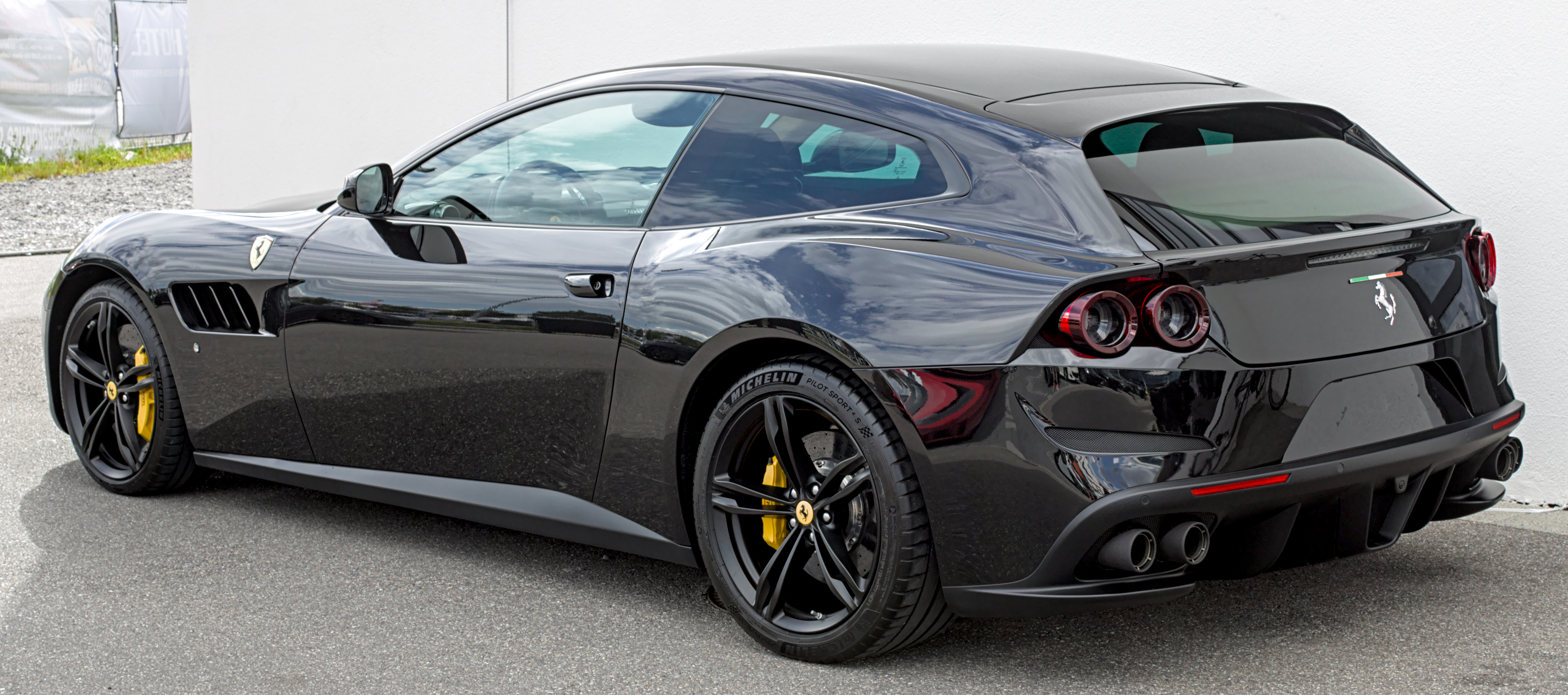
Ferrari GTC4Lusso - tył

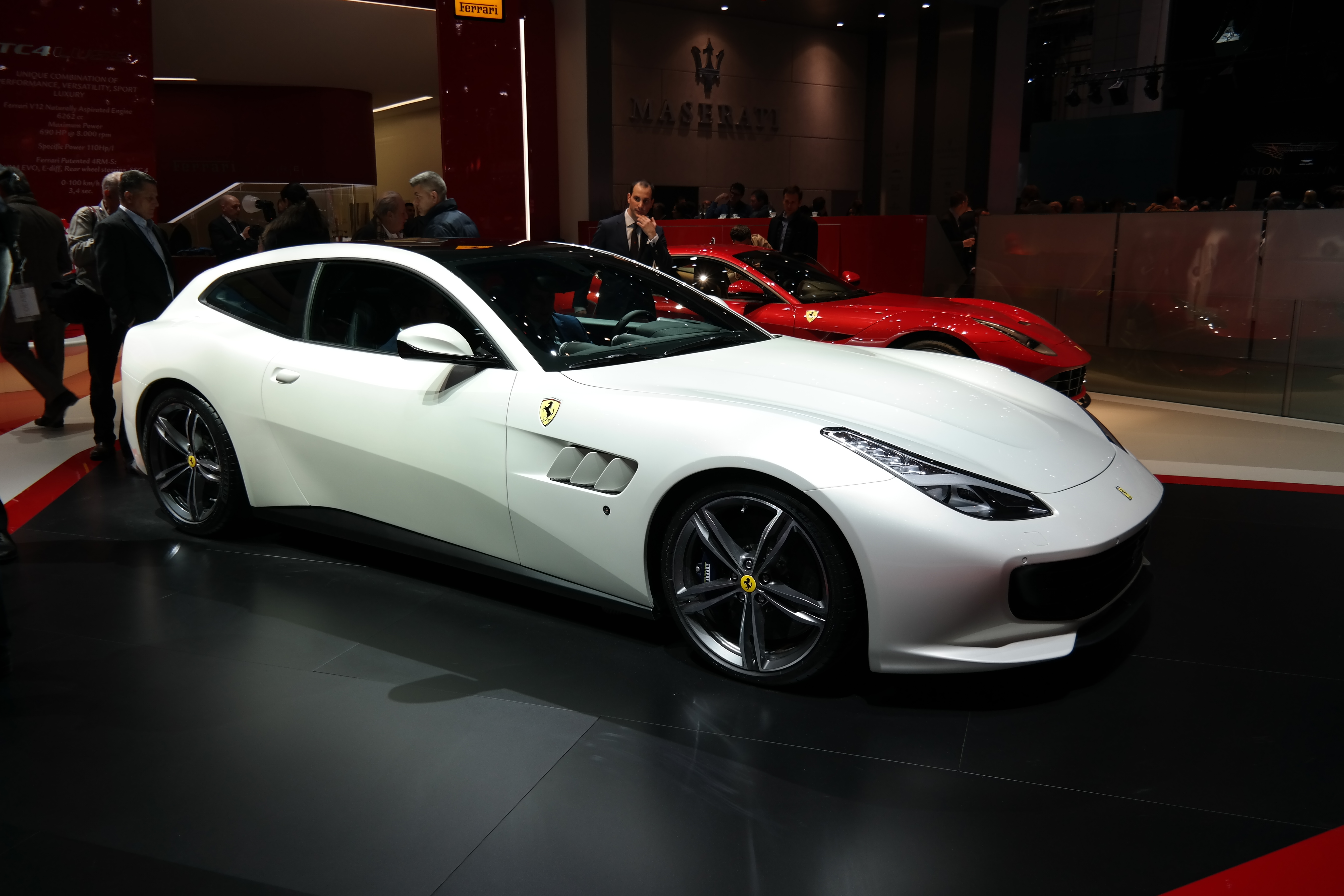
Ferrari GTC4Lusso podczas premiery

Pierwsze informacje na temat Ferrari GTC4Lusso przedstawione zostały na początku lutego 2016 roku, na miesiąc przed marcowym Geneva Motor Show. Choć samochód de facto to jedynie głęboka restylizacja przedstawionego w 2012 roku Ferrari FF, w ramach której oprócz zmianu wyglądu pasa przedniego i tylnego zdecydowano się zmienić także nazwę. Jest ona nawiązaniem do trzech historycznych modeli Ferrari - 330 GTC, 330 GT oraz Ferrari 250 GT Berlinetta Lusso. Cyfra 4 w nazwie oznacza liczbę miejsc w kabinie pasażerskiej.
Podobnie jak poprzednik, Ferrari GTC4Lusso to 3-drzwiowe shooting brake z wysoko poprowadzoną linią dachu i ostro ściętą krawędzią tylnej części nadwozia. Dzięki wyższemu i serszemu nadwoziu, samochód zyskał optycznie smuklejsze proporcje nadwozia, zachowując jednocześnie taką samą jak w FF bryłę.
Silnik występujący w GTC4Lusso to jednostka F140, wykorzystywana wcześniej w modelach FF, LaFerrari, F12berlinetta oraz F12 TdF. Wytwarza ona 681 KM przy 8000 obr./min. Maksymalny moment obrotowy to 697 Nm przy 5750 obr./min, a jego 80% jest już dostępne przy 1750 obr./min. Dzięki zwiększeniu stopnia sprężenia, udało się uzyskać moc o 21 KM większą niż w FF. Napęd przenoszony jest ponownie na obie osie za pomocą układu AWD, a zmian dokonano poprzez układ Slip Slide Control. Ten steruje pracą elektronicznego dyferencjału oraz adaptacyjnych amortyzatorów w celu zachowania lepszej przyczepności.

### Sprzedaż
Po nieco ponad 4 latach obecności, produkcja Ferrari GTC4Lusso zakończyła się w sierpniu 2020 roku po dużym sukcesie rynkowym - łącznie włoska firma sprzedała w samej Europie 1496 sztuk sportowo-luksusowego shooting brake. Za następcę określony został pierwszy w historii Ferrari SUV, przedstawiony dwa lata później model Purosangue.

### Silnik
- V12 6.3l 681 KM

### Dane techniczne
- Prędkość maksymalna: 335 km/h
- Przyspieszenie 0-100 km/h: 3,4 s
- Przyspieszenie 0-200 km/h: 10,5 s
- Długość drogi hamowania 100-0 km/h: 34 m
- Długość drogi hamowania 200-0 km/h: 138 m
- Średnie spalanie: 15,3 l/100km